# Classe Arethusa (1913)
Pour les articles homonymes, voir Classe Arethusa.
Cette classe ne doit être confondue avec la classe Arethusa de 1934
La Classe Arethusa est une classe de huit croiseurs légers  de la Royal Navy construite principalement pour le service en mer du Nord

## Conception
Cette classe a été conçue comme des scout cruisers opérant avec les destroyers.

Au cours de la Première Guerre mondiale les unités de cette classe subiront quelques transformations. Elles recevront une paire supplémentaire de tubes lance-torpilles et une modernisation de l'armement anti-aérien.

## Unités
| Nom        | Chantier                                             | Lancement         | Service effectif | Fin de service                        | Photo |
| ---------- | ---------------------------------------------------- | ----------------- | ---------------- | ------------------------------------- | ----- |
| Arethusa   | Chatham Dockyard Chatham                             | 25 octobre 1913   | août 1914        | endommagé par mine le 11 février 1916 |       |
| Aurora     | Chantier naval Devonport                             | 30 septembre 1913 | septembre 1914   | transféré au Canada en 1920           |       |
| Galatea    | William Beardmore and Company Glasgow                | 14 mai 1914       | décembre 1914    | vendu en octobre 1921                 |       |
| Inconstant | William Beardmore and Company Glasgow                | 6 juillet 1914    | janvier 1915     | vendu en juin 1922                    |       |
| Penelope   | Vickers-Armstrongs                                   | 25 août 1914      | décembre 1914    | vendu en octobre 1924                 |       |
| Phaeton    | Vickers-Armstrongs                                   | 21 octobre 1914   | février 1915     | vendu en janvier 1923                 |       |
| Royalist   | William Beardmore and Company Glasgow                | 14 janvier 1915   | mars 1915        | vendu en août 1922                    |       |
| Undaunted  | Fairfield Shipbuilding and Engineering Company Govan | 28 avril 1914     | août 1914        | vendu en avril 1923                   |       |